# Bupalus strigata
Bupalus strigata är en fjärilsart som beskrevs av Dzuirz 1912. Bupalus strigata ingår i släktet Bupalus och familjen mätare. Inga underarter finns listade i Catalogue of Life.